# Danube (metrostation)
Danube  is een station van de metro in Parijs langs metrolijn 7bis, in het 19e arrondissement.
Louis Blanc · 
Jaurès · 
Bolivar · 
Buttes Chaumont · 
Botzaris · 
Danube · 
Place des Fêtes · 
Pré Saint-Gervais